# Hrotkó János
Hrotkó János (Gérce, 1922. március 30. – Évora, Portugália, 2005. március 23.) labdarúgó, edző.

## Pályafutása

### Játékosként
Mielőtt kivándorolt volna Magyarországról, az MTK csapatát erősítette. 1946-ban ment külföldre, ekkortól négy évig Olaszországban játszott, sorrendben a Bariban és a Pro Sestóban. 1950-től 1952-ig a Real Zaragoza játékosa volt, majd Portugáliában fejezte be pályafutását.

### Edzőként
1962-től edzőként tevékenykedett, kizárólag portugál csapatoknál. Edzői pályafutása legnagyobb sikere a Marítimo irányítása volt.

## Külső hivatkozások
- Statisztika - Solobari.it
- Statisztika - Rsssf.com